# 제드버러

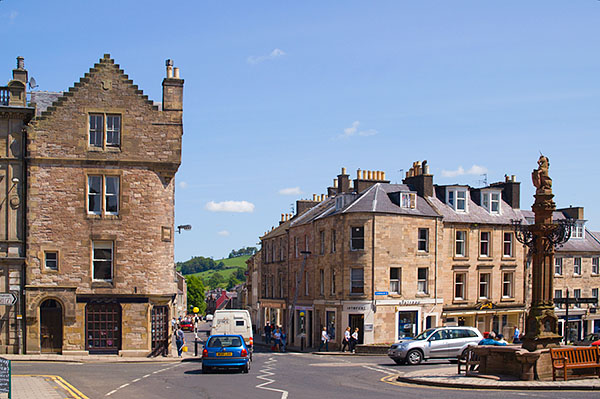
제드버러

제드버러(영어: Jedburgh, 스코틀랜드 게일어: Deadard)는 스코틀랜드 스코티시보더스에 위치한 도시로 인구는 4,090명(2011년 기준)이다.